# Kąty-Kolonia
Kąty-Kolonia – niestandaryzowana nazwa kolonii wsi Kąty, w województwie zachodniopomorskim, w powiecie goleniowskim, w gminie Goleniów.
Miejscowość położona na zachód od Kątów, przy drodze gruntowej prowadzącej do przysiółka Gaje w gminie Stepnica. 

## Historia
Początki osady Schmelzenforth (zapisywanej także jako Schmelzenford lub Schmelzenfort) wiążą się z założeniem pobliskiej kolonii Amalienhof (Wierzchosław) w 1746 roku. W 1780 roku w Schmelzenforth powstała krowiarnia, która świadczyła usługi dzierżawy bydła. W XIX wieku zaczęto wyróżniać dwie miejscowości: Schmelzenforth (Kąty-Kolonia) i Forsthaus Schmelzenforth (leśniczówka, współczesny przysiółek Gaje). Według danych z 1871 roku w Schmelzenforth znajdowało się jedno gospodarstwo z 11 mieszkańcami. Miejscowość była wówczas częścią gminy wiejskiej Amalienhof (Wierzchosław) w powiecie Cammin (Kamień Pomorski), w rejencji szczecińskiej, w prowincji Pomorze. W 1885 roku istniały już dwa domy, w których zamieszkiwało 14 osób. W 1895 roku miejscowość liczyła 12 mieszkańców, a w 1905 roku – 11 mieszkańców.